# Deschampsia antarctica
Deschampsia antarctica Desvaux (hierba pilosa antártica o pasto antártico)  es una de las dos plantas vasculares fanerógamas  nativas de la Antártida, la otra es Colobanthus quitensis. Cada vez que hay pequeños aumentos de temperatura, más semillas germinan, creando un gran número de bancos de semillas y de plantas.

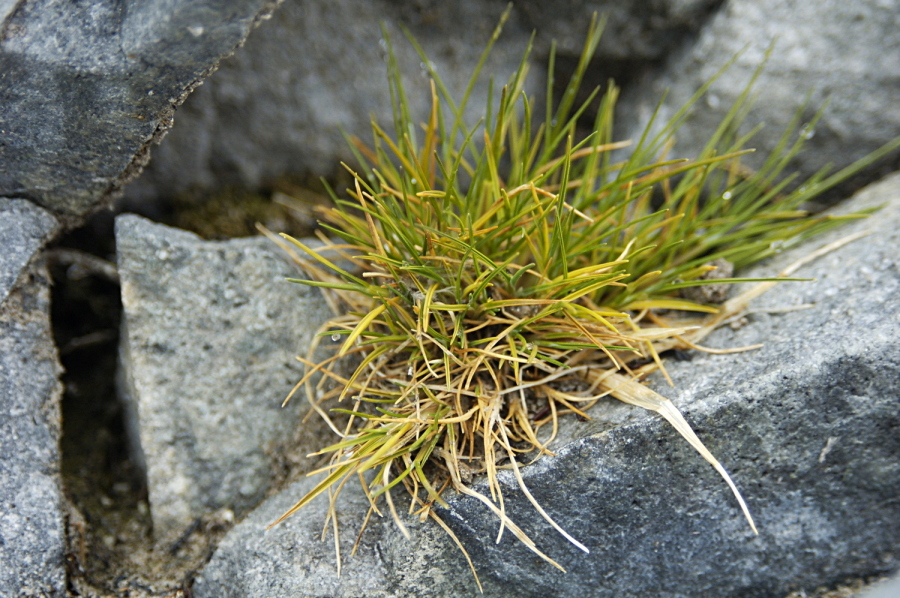
Vista de la planta en su hábitat

## Propiedades
Su resistencia a la radiación ultravioleta merced a  compuestos químicos que sintetiza han llamado la atención sobre su posible uso farmacológico para tratar cánceres tanto de piel como de pies.
Se extiende hasta 56° S de latitud.

## Taxonomía
Deschampsia antarctica fue descrita por Étienne-Émile Desvaux y publicado en Flora Chilena 6: 338. 1854.
Etimología
Deschampsia: nombre genérico otorgado en honor del botánico francés Louis Auguste Deschamps.
antarctica: epíteto geográfico que alude a su localización en la Antártida.
Sinonimia
- Aira aciphylla Franchet
- Aira antarctica Hooker
- Airidium elegantulum von Steudel
- Deschampsia aciphylla (Franchet) Spegazzini
- Deschampsia elegantula (Steudel) Parodi[3][4][5]